# Danh sách cầu thủ tham dự giải vô địch bóng đá trẻ thế giới 1995

## Bảng A

### Brasil
Huấn luyện viên:  Jairo César Leal
| Số | Vt | Cầu thủ         | Ngày sinh (tuổi)            | Số trận | Câu lạc bộ       |
| -- | -- | --------------- | --------------------------- | ------- | ---------------- |
| 1  | TM | Fábio           | 12 tháng 10, 1975 (19 tuổi) |         | Flamengo         |
| 2  | HV | Dedimar         | 27 tháng 1, 1976 (19 tuổi)  |         | Vitória          |
| 3  | HV | Fabiano         | 4 tháng 8, 1975 (19 tuổi)   |         | Flamengo         |
| 4  | HV | Marcelo         | 20 tháng 8, 1975 (19 tuổi)  |         | Portuguesa       |
| 5  | TV | Zé Elias        | 25 tháng 9, 1976 (18 tuổi)  |         | Corinthians      |
| 6  | HV | Leonardo        | 14 tháng 9, 1976 (18 tuổi)  |         | Flamengo         |
| 7  | TĐ | Reinaldo        | 1 tháng 7, 1976 (18 tuổi)   |         | Atlético Mineiro |
| 8  | TV | Élder           | 19 tháng 7, 1976 (18 tuổi)  |         | Vasco da Gama    |
| 9  | TĐ | Caio            | 16 tháng 8, 1975 (19 tuổi)  |         | São Paulo        |
| 10 | TV | Claudinho       | 8 tháng 3, 1976 (19 tuổi)   |         | Bragantino       |
| 11 | TV | Gláucio         | 11 tháng 11, 1975 (19 tuổi) |         | Portuguesa       |
| 12 | TM | Nílson          | 26 tháng 12, 1975 (19 tuổi) |         | Vitória          |
| 13 | HV | César Belli     | 16 tháng 11, 1975 (19 tuổi) |         | Portuguesa       |
| 14 | HV | Alcir           | 14 tháng 11, 1977 (17 tuổi) |         | Atlético Mineiro |
| 15 | TV | Sérgio Vinícius | 25 tháng 10, 1976 (18 tuổi) |         | Flamengo         |
| 16 | TV | Murilo          | 30 tháng 12, 1975 (19 tuổi) |         | Internacional    |
| 17 | TĐ | Luizão          | 14 tháng 11, 1975 (19 tuổi) |         | Guarani          |
| 18 | TV | Denílson        | 24 tháng 8, 1977 (17 tuổi)  |         | São Paulo        |

### Qatar
Huấn luyện viên:  Jørgen Larsen

### Nga
Huấn luyện viên:  Aleksandr Kuznetsov (ru)
| Số | Vt | Cầu thủ              | Ngày sinh (tuổi)            | Số trận | Câu lạc bộ               |
| -- | -- | -------------------- | --------------------------- | ------- | ------------------------ |
| 1  | TM | Mikhail Kharin       | 17 tháng 6, 1976 (18 tuổi)  |         | Torpedo Moscow           |
| 2  | TV | Vladislav Radimov    | 26 tháng 11, 1975 (19 tuổi) |         | CSKA Moscow              |
| 3  | HV | Aleksandr Lipko      | 18 tháng 8, 1975 (19 tuổi)  |         | Spartak Moscow           |
| 4  | TV | Sergei Lysenko       | 1 tháng 9, 1976 (18 tuổi)   |         | CSKA Moscow              |
| 5  | HV | Yevgeni Chumachenko  | 18 tháng 12, 1975 (19 tuổi) |         | Rotor Volgograd          |
| 6  | HV | Konstantin Lepyokhin | 2 tháng 10, 1975 (19 tuổi)  |         | Druzhba Maykop           |
| 7  | HV | Andrei Solomatin     | 9 tháng 9, 1975 (19 tuổi)   |         | Lokomotiv Moscow         |
| 8  | TĐ | Sergei Semak         | 27 tháng 2, 1976 (19 tuổi)  |         | CSKA Moscow              |
| 9  | TV | Dmitri Khokhlov      | 22 tháng 12, 1975 (19 tuổi) |         | CSKA Moscow              |
| 10 | TĐ | Andrei Demchenko     | 20 tháng 8, 1976 (18 tuổi)  |         | Ajax                     |
| 11 | TĐ | Roman Oreshchuk      | 2 tháng 9, 1975 (19 tuổi)   |         | Rostselmash Rostov       |
| 12 | TM | Igor Gusev           | 1 tháng 11, 1975 (19 tuổi)  |         | Saturn Ramenskoe         |
| 13 | TV | Aleksandr Berketov   | 24 tháng 12, 1975 (19 tuổi) |         | Rotor Volgograd          |
| 14 | TV | Yevgeni Zezin        | 14 tháng 4, 1976 (18 tuổi)  |         | Zenit Saint Petersburg   |
| 15 | TĐ | Andrei Krivov        | 24 tháng 9, 1976 (18 tuổi)  |         | Rotor Volgograd          |
| 16 | TĐ | Aleksandr Pateyev    | 23 tháng 4, 1976 (18 tuổi)  |         | Volgar-Gazprom Astrakhan |
| 17 | TĐ | Valentin Yegunov     | 23 tháng 4, 1976 (18 tuổi)  |         | Zenit Saint Petersburg   |
| 18 | TV | Mikhail Yudin        | 18 tháng 1, 1976 (19 tuổi)  |         | Metallurg Lipetsk        |

### Syria
Huấn luyện viên:  Anatoly Baidachny

| Số | VT | Cầu thủ            | Ngày sinh (tuổi)            | Trận | Bàn | Câu lạc bộ    |
| -- | -- | ------------------ | --------------------------- | ---- | --- | ------------- |
| 1  | TM | Abdul Fattah Kader | 2 tháng 8, 1975 (19 tuổi)   |      |     |               |
| 2  | HV | Mouaz Kabbani      | 30 tháng 8, 1977 (17 tuổi)  |      |     |               |
| 3  | HV | Marwan Muna        | 4 tháng 9, 1976 (18 tuổi)   |      |     |               |
| 4  | TV | Hassan Abbas       | 24 tháng 1, 1974 (21 tuổi)  |      |     | Al-Karamah SC |
| 5  | HV | Tarek Jabban       | 11 tháng 12, 1975 (19 tuổi) |      |     | Al-Jaish SC   |
| 6  | TV | Abdul Malek Azizi  | 7 tháng 10, 1975 (19 tuổi)  |      |     |               |
| 7  | TV | Abdel Kader Rifai  | 18 tháng 4, 1973 (21 tuổi)  |      |     | Al-Karamah SC |
| 8  | TĐ | Nader Jokhadar     | 19 tháng 10, 1977 (17 tuổi) |      |     | Al-Wathba SC  |
| 9  | TV | Loay Taleb         | 9 tháng 8, 1975 (19 tuổi)   |      |     | Al-Wahda SC   |
| 10 | TV | Nihad Al Boushi    | 28 tháng 9, 1975 (19 tuổi)  |      |     | Al-Ittihad SC |
| 11 | TV | Ahmed Kurdughli    | 25 tháng 9, 1975 (19 tuổi)  |      |     | Tishreen SC   |
| 12 | TĐ | Mahmoud Mahmalji   | 3 tháng 4, 1976 (19 tuổi)   |      |     |               |
| 13 | HV | Mohamad Mustabha   | 20 tháng 9, 1977 (17 tuổi)  |      |     |               |
| 14 | TV | Khaled Zaher       | 2 tháng 9, 1972 (22 tuổi)   |      |     | Al Hurriya SC |
| 15 | HV | Ghassan Kerali     | 3 tháng 8, 1975 (19 tuổi)   |      |     |               |
| 16 | TM | Omar Akel          | 15 tháng 11, 1977 (17 tuổi) |      |     |               |
| 17 | TV | Ammar Rihawi       | 20 tháng 6, 1975 (19 tuổi)  |      |     | Al-Ittihad SC |
| 18 | TĐ | Hani Shaker        | 5 tháng 12, 1977 (17 tuổi)  |      |     |               |

## Bảng B

### Burundi
Huấn luyện viên:  Baudouin Ribakare
| Số | Vt | Cầu thủ              | Ngày sinh (tuổi)            | Số trận | Câu lạc bộ |
| -- | -- | -------------------- | --------------------------- | ------- | ---------- |
| 1  | TM | Kakenge Hakizimana   | 21 tháng 12, 1977 (17 tuổi) |         | Burundi    |
| 2  | HV | Said Ndaraniwe       | 17 tháng 12, 1977 (17 tuổi) |         | Burundi    |
| 3  | TV | Juma Maulidi         | 25 tháng 4, 1977 (17 tuổi)  |         | Burundi    |
| 4  | HV | Magnifique Ndikumana | 8 tháng 2, 1976 (19 tuổi)   |         | Burundi    |
| 5  | TV | Calixte Kapinga      | 10 tháng 5, 1977 (17 tuổi)  |         | Burundi    |
| 6  | TV | Fredy Ndayishimite   | 16 tháng 10, 1976 (18 tuổi) |         | Burundi    |
| 7  | TĐ | Blaise Butunungu     | 16 tháng 4, 1977 (17 tuổi)  |         | Burundi    |
| 8  | HV | Omar Saleh           | 25 tháng 8, 1976 (18 tuổi)  |         | Burundi    |
| 9  | TĐ | Masumbuko Willonja   | 25 tháng 3, 1976 (19 tuổi)  |         | Burundi    |
| 10 | TV | Shabani Daudi        | 8 tháng 4, 1977 (18 tuổi)   |         | Burundi    |
| 11 | TĐ | Banza Rukundo        | 18 tháng 11, 1975 (19 tuổi) |         | Burundi    |
| 12 | TĐ | Felicien Mbanza      | 2 tháng 9, 1977 (17 tuổi)   |         | Burundi    |
| 13 | HV | Didier Bizimana      | 5 tháng 11, 1975 (19 tuổi)  |         | Burundi    |
| 14 | HV | Morki Ahishakiye     | 25 tháng 10, 1975 (19 tuổi) |         | Burundi    |
| 15 | HV | Eric Karikumutima    | 8 tháng 9, 1976 (18 tuổi)   |         | Burundi    |
| 16 | TV | Omer Ntahonkuriye    | 10 tháng 10, 1976 (18 tuổi) |         | Burundi    |
| 17 | TĐ | Juma Masudi          | 30 tháng 8, 1977 (17 tuổi)  |         | Burundi    |
| 18 | TM | Alfred Mahigihigi    | 7 tháng 7, 1977 (17 tuổi)   |         | Burundi    |

### Chile
Huấn luyện viên:  Leonardo Véliz
| Số | Vt | Cầu thủ             | Ngày sinh (tuổi)            | Số trận | Câu lạc bộ           |
| -- | -- | ------------------- | --------------------------- | ------- | -------------------- |
| 1  | TM | Carlos Toro         | 4 tháng 2, 1976 (19 tuổi)   |         | Santiago Wanderers   |
| 2  | HV | Francisco Fernández | 19 tháng 8, 1975 (19 tuổi)  |         | Colo-Colo            |
| 3  | TV | Mauricio Donoso     | 30 tháng 4, 1975 (19 tuổi)  |         | Cobreloa             |
| 4  | HV | Nelson Garrido      | 12 tháng 2, 1977 (18 tuổi)  |         | Universidad Católica |
| 5  | HV | Jorge Vargas        | 8 tháng 2, 1976 (19 tuổi)   |         | Huachipato           |
| 6  | HV | Dion Valle          | 22 tháng 7, 1977 (17 tuổi)  |         | Colo-Colo            |
| 7  | TV | Rodrigo Valenzuela  | 27 tháng 11, 1975 (19 tuổi) |         | Unión Española       |
| 8  | TV | Carlos Barraza      | 12 tháng 3, 1976 (19 tuổi)  |         | Coquimbo Unido       |
| 9  | TV | Alejandro Osorio    | 24 tháng 9, 1976 (18 tuổi)  |         | O'Higgins            |
| 10 | TV | Frank Lobos         | 25 tháng 9, 1976 (18 tuổi)  |         | Colo-Colo            |
| 11 | TĐ | Sebastián Rozental  | 1 tháng 9, 1976 (18 tuổi)   |         | Universidad Católica |
| 12 | TM | Ariel Salas         | 19 tháng 10, 1975 (19 tuổi) |         | Colo-Colo            |
| 13 | TĐ | Héctor Tapia        | 30 tháng 9, 1977 (17 tuổi)  |         | Colo-Colo            |
| 14 | TV | Cristián Uribe      | 1 tháng 8, 1976 (18 tuổi)   |         | Huachipato           |
| 15 | TĐ | Fernando Martel     | 2 tháng 10, 1975 (19 tuổi)  |         | Unión San Felipe     |
| 16 | TV | Mauricio Aros       | 9 tháng 3, 1976 (19 tuổi)   |         | Deportes Concepción  |
| 17 | TĐ | Juan Carlos Madrid  | 10 tháng 10, 1975 (19 tuổi) |         | Universidad Católica |
| 18 | HV | Dante Poli          | 15 tháng 8, 1976 (18 tuổi)  |         | Universidad Católica |

### Nhật Bản
Huấn luyện viên:  Koji Tanaka
| Số | Vt | Cầu thủ            | Ngày sinh (tuổi)            | Số trận | Câu lạc bộ            |
| -- | -- | ------------------ | --------------------------- | ------- | --------------------- |
| 1  | TM | Seiji Honda        | 25 tháng 2, 1976 (19 tuổi)  |         | Nagoya Grampus Eight  |
| 2  | HV | Tadahiro Akiba     | 13 tháng 10, 1975 (19 tuổi) |         | JEF United Ichihara   |
| 3  | TV | Kensaku Omori      | 21 tháng 11, 1975 (19 tuổi) |         | Yokohama Marinos      |
| 4  | HV | Ryuzo Morioka      | 7 tháng 10, 1975 (19 tuổi)  |         | Kashima Antlers       |
| 5  | TV | Naoki Matsuda      | 14 tháng 3, 1977 (18 tuổi)  |         | Yokohama Marinos      |
| 6  | TV | Nobuhisa Yamada    | 10 tháng 9, 1975 (19 tuổi)  |         | Urawa Rsds            |
| 7  | TV | Koji Kumagai       | 23 tháng 10, 1975 (19 tuổi) |         | Kashima Antlers       |
| 8  | TV | Shinji Otsuka      | 29 tháng 12, 1975 (19 tuổi) |         | JEF United Ichihara   |
| 9  | TĐ | Sotaro Yasunaga    | 20 tháng 4, 1976 (18 tuổi)  |         | Yokohama Marinos      |
| 10 | TV | Suguru Ito         | 7 tháng 9, 1975 (19 tuổi)   |         | Kokushikan University |
| 11 | TĐ | Susumu Oki         | 23 tháng 2, 1976 (19 tuổi)  |         | Sanfrecce Hiroshima   |
| 12 | TV | Takahiro Yamanishi | 2 tháng 4, 1976 (19 tuổi)   |         | Júbilo Iwata          |
| 13 | HV | Shigenori Hagimura | 31 tháng 7, 1976 (18 tuổi)  |         | Kashiwa Reysol        |
| 14 | TĐ | Mitsunori Yabuta   | 2 tháng 5, 1976 (18 tuổi)   |         | Verdy Kawasaki        |
| 15 | TV | Hidetoshi Nakata   | 22 tháng 1, 1977 (18 tuổi)  |         | Bellmare Hiratsuka    |
| 16 | HV | Kazuhiro Suzuki    | 16 tháng 11, 1976 (18 tuổi) |         | JEF United Ichihara   |
| 17 | TV | Daisuke Oku        | 7 tháng 2, 1976 (19 tuổi)   |         | Júbilo Iwata          |
| 18 | TM | Takashi Shimoda    | 28 tháng 11, 1975 (19 tuổi) |         | Sanfrecce Hiroshima   |

### Tây Ban Nha
Huấn luyện viên:  Andoni Goikoetxea
| Số | Vt | Cầu thủ                  | Ngày sinh (tuổi)            | Số trận | Câu lạc bộ        |
| -- | -- | ------------------------ | --------------------------- | ------- | ----------------- |
| 1  | TM | Javier López Vallejo (c) | 22 tháng 9, 1975 (19 tuổi)  |         | Osasuna           |
| 2  | HV | Alberto Sánchez          | 9 tháng 5, 1976 (18 tuổi)   |         | Real Madrid B     |
| 3  | HV | David Cordón             | 12 tháng 11, 1975 (19 tuổi) |         | Atlético Madrid B |
| 4  | TV | Luis Martínez            | 10 tháng 11, 1975 (19 tuổi) |         | Real Madrid B     |
| 5  | HV | César Martín             | 3 tháng 4, 1977 (18 tuổi)   |         | Real Oviedo       |
| 6  | TV | Luis Carlos Cuartero     | 17 tháng 8, 1975 (19 tuổi)  |         | Real Zaragoza     |
| 7  | TĐ | Raúl                     | 27 tháng 6, 1977 (17 tuổi)  |         | Real Madrid       |
| 8  | HV | Míchel Salgado           | 22 tháng 10, 1975 (19 tuổi) |         | Celta Vigo        |
| 9  | TV | Iván de la Peña          | 6 tháng 5, 1976 (18 tuổi)   |         | Barcelona B       |
| 10 | TV | Roger                    | 15 tháng 12, 1976 (18 tuổi) |         | Barcelona B       |
| 11 | TĐ | Joseba Etxeberria        | 5 tháng 9, 1977 (17 tuổi)   |         | Real Sociedad     |
| 12 | TV | Míchel Sánchez           | 30 tháng 10, 1975 (19 tuổi) |         | Rayo Vallecano    |
| 13 | TM | Manu Martínez            | 6 tháng 1, 1976 (19 tuổi)   |         | Barcelona B       |
| 14 | TĐ | Fernando Morientes       | 5 tháng 4, 1976 (19 tuổi)   |         | Albacete          |
| 15 | TV | Raúl Ochoa               | 14 tháng 8, 1975 (19 tuổi)  |         | Bilbao Athletic   |
| 16 | HV | Toni Velamazán           | 22 tháng 1, 1977 (18 tuổi)  |         | Barcelona B       |
| 17 | HV | Carles Domingo 'Mingo'   | 10 tháng 6, 1977 (17 tuổi)  |         | Barcelona B       |
| 18 | TM | Gorka López              | 7 tháng 1, 1976 (19 tuổi)   |         | Tenerife          |

## Bảng C

### Argentina
Huấn luyện viên:  José Pekerman
| Số | Vt | Cầu thủ            | Ngày sinh (tuổi)            | Số trận | Câu lạc bộ                  |
| -- | -- | ------------------ | --------------------------- | ------- | --------------------------- |
| 1  | TM | Joaquín Irigoytia  | 15 tháng 8, 1975 (19 tuổi)  |         | River Plate                 |
| 2  | HV | Sebastián Pena     | 3 tháng 7, 1976 (18 tuổi)   |         | Argentinos Juniors          |
| 3  | HV | Federico Domínguez | 13 tháng 8, 1976 (18 tuổi)  |         | Vélez Sársfield             |
| 4  | HV | Gustavo Lombardi   | 10 tháng 9, 1975 (19 tuổi)  |         | River Plate                 |
| 5  | TV | Mariano Juan       | 17 tháng 5, 1976 (18 tuổi)  |         | River Plate                 |
| 6  | HV | Juan Pablo Sorín   | 5 tháng 5, 1976 (18 tuổi)   |         | Argentinos Juniors          |
| 7  | TĐ | Francisco Guerrero | 23 tháng 8, 1977 (17 tuổi)  |         | Independiente               |
| 8  | TV | Guillermo Larrosa  | 23 tháng 8, 1975 (19 tuổi)  |         | Gimnasia y Esgrima La Plata |
| 9  | TV | Carlos Arangio     | 27 tháng 5, 1977 (17 tuổi)  |         | Racing                      |
| 10 | TV | Ariel Ibagaza      | 27 tháng 10, 1975 (19 tuổi) |         | Lanús                       |
| 11 | TĐ | Leonardo Biagini   | 13 tháng 4, 1977 (18 tuổi)  |         | Newell's Old Boys           |
| 12 | TM | Gastón Pezzuti     | 9 tháng 2, 1976 (19 tuổi)   |         | Racing                      |
| 13 | HV | Diego Crosa        | 13 tháng 4, 1976 (19 tuổi)  |         | Newell's Old Boys           |
| 14 | HV | Cristian Díaz      | 18 tháng 5, 1976 (18 tuổi)  |         | Platense                    |
| 15 | TV | Andrés Garrone     | 13 tháng 5, 1976 (18 tuổi)  |         | Rosario Central             |
| 16 | TV | Julio Bayon        | 24 tháng 11, 1975 (19 tuổi) |         | Rosario Central             |
| 17 | TV | Walter Coyette     | 28 tháng 1, 1976 (19 tuổi)  |         | Lanús                       |
| 18 | TĐ | Cristian Chaparro  | 19 tháng 10, 1975 (19 tuổi) |         | Ferro Carril Oeste          |

### Honduras
Huấn luyện viên:  Luis Paz Camargo
| Số | Vt | Cầu thủ            | Ngày sinh (tuổi)            | Số trận | Câu lạc bộ      |
| -- | -- | ------------------ | --------------------------- | ------- | --------------- |
| 1  | TM | José Barahona      | 6 tháng 1, 1977 (18 tuổi)   |         |                 |
| 2  | HV | Luis Lagos         | 28 tháng 12, 1975 (19 tuổi) |         |                 |
| 3  | HV | David Zambrano     | 13 tháng 4, 1976 (19 tuổi)  |         |                 |
| 4  | TV | Amado Guevara      | 2 tháng 5, 1976 (18 tuổi)   |         | Real Valladolid |
| 5  | TV | Waldir Vargas      | 29 tháng 11, 1976 (18 tuổi) |         |                 |
| 6  | HV | Fabio Ulloa        | 20 tháng 8, 1976 (18 tuổi)  |         | Olimpia         |
| 7  | TV | Héctor Rodríguez   | 24 tháng 12, 1976 (18 tuổi) |         |                 |
| 8  | TĐ | Jorge Obando       | 9 tháng 8, 1975 (19 tuổi)   |         |                 |
| 9  | TĐ | Orvin Cabrera      | 20 tháng 2, 1977 (18 tuổi)  |         |                 |
| 10 | TV | Mario Rubí         | 9 tháng 3, 1977 (18 tuổi)   |         |                 |
| 11 | TĐ | Alex Bailey        | 2 tháng 7, 1977 (17 tuổi)   |         |                 |
| 12 | TM | Jerry Ashman       | 26 tháng 7, 1976 (18 tuổi)  |         |                 |
| 13 | TV | Wilmer Peralta     | 17 tháng 2, 1977 (18 tuổi)  |         |                 |
| 14 | TV | Juan Coello        | 21 tháng 5, 1977 (17 tuổi)  |         | Motagua         |
| 15 | TV | Crisanto Bernárdez | 7 tháng 12, 1975 (19 tuổi)  |         |                 |
| 16 | HV | Ninrrol Medina     | 26 tháng 8, 1976 (18 tuổi)  |         | Motagua         |
| 17 | TV | Luis Oseguera      | 6 tháng 5, 1976 (18 tuổi)   |         |                 |
| 18 | TV | Edwin Medina       | 12 tháng 4, 1977 (18 tuổi)  |         |                 |

### Hà Lan
Huấn luyện viên:  Rinus Israël
| Số | Vt | Cầu thủ               | Ngày sinh (tuổi)            | Số trận | Câu lạc bộ |
| -- | -- | --------------------- | --------------------------- | ------- | ---------- |
| 1  | TM | Rody Hoegee           | 18 tháng 1, 1977 (18 tuổi)  | =       | Feyenoord  |
| 2  | HV | Mendel Witzenhausen   | 3 tháng 1, 1976 (19 tuổi)   |         | VVV        |
| 3  | HV | Denny Landzaat        | 6 tháng 5, 1976 (18 tuổi)   |         | Ajax       |
| 4  | HV | Melchior Schoenmakers | 22 tháng 10, 1975 (19 tuổi) |         | Heerenveen |
| 5  | HV | Tristan Ooms          | 10 tháng 8, 1975 (19 tuổi)  |         | AZ         |
| 6  | TV | Rob Gehring           | 19 tháng 1, 1976 (19 tuổi)  |         | Ajax       |
| 7  | TV | Björn van der Doelen  | 24 tháng 8, 1976 (18 tuổi)  |         | PSV        |
| 8  | TV | Tommie van der Leegte | 27 tháng 3, 1977 (18 tuổi)  |         | PSV        |
| 9  | TĐ | Nordin Wooter         | 24 tháng 8, 1976 (18 tuổi)  |         | Ajax       |
| 10 | TV | Kiki Musampa          | 20 tháng 7, 1977 (17 tuổi)  |         | Ajax       |
| 11 | TĐ | Dave van den Bergh    | 7 tháng 5, 1976 (18 tuổi)   |         | Ajax       |
| 12 | TV | Arno Knapen           | 20 tháng 3, 1976 (19 tuổi)  |         | Twente     |
| 13 | TM | Jim van Fessem        | 7 tháng 8, 1976 (18 tuổi)   |         | Willem II  |
| 14 | HV | Menno Willems         | 10 tháng 3, 1977 (18 tuổi)  |         | Ajax       |
| 15 | TV | Ron Pander            | 5 tháng 3, 1977 (18 tuổi)   |         | Heerenveen |
| 16 | TĐ | Bjorn Schurink        | 21 tháng 9, 1976 (18 tuổi)  |         | FC Twente  |
| 17 | TV | Pascal Boer           | 18 tháng 3, 1976 (19 tuổi)  |         | VVV        |
| 18 | TĐ | Wilfred Bouma         | 15 tháng 6, 1978 (16 tuổi)  |         | PSV        |

### Bồ Đào Nha
Huấn luyện viên:  Nelo Vingada
| Số | Vt | Cầu thủ       | Ngày sinh (tuổi)            | Số trận | Câu lạc bộ           |
| -- | -- | ------------- | --------------------------- | ------- | -------------------- |
| 1  | TM | Quim          | 13 tháng 11, 1975 (19 tuổi) |         | Braga                |
| 2  | TV | Madureira     | 5 tháng 2, 1976 (19 tuổi)   |         | Salgueiros           |
| 3  | TĐ | Edgar Ribeiro | 23 tháng 12, 1975 (19 tuổi) |         | União de Lamas       |
| 4  | HV | José Soares   | 23 tháng 2, 1976 (19 tuổi)  |         | Benfica              |
| 5  | TĐ | Agostinho     | 15 tháng 9, 1975 (19 tuổi)  |         | Vitória de Guimarães |
| 6  | TV | Mário Silva   | 24 tháng 4, 1977 (17 tuổi)  |         | Boavista             |
| 7  | TV | Ramires       | 22 tháng 3, 1976 (19 tuổi)  |         | Alverca              |
| 8  | HV | Mariano       | 21 tháng 11, 1975 (19 tuổi) |         | Espinho              |
| 9  | HV | Beto          | 3 tháng 5, 1976 (18 tuổi)   |         | Campomaiorense       |
| 10 | HV | Diogo         | 15 tháng 11, 1975 (19 tuổi) |         | Alverca              |
| 11 | TĐ | Nuno Gomes    | 5 tháng 7, 1976 (18 tuổi)   |         | Boavista             |
| 12 | TM | Nuno Avelino  | 5 tháng 2, 1976 (19 tuổi)   |         | Beira-Mar            |
| 13 | HV | Alfredo Bóia  | 28 tháng 11, 1975 (19 tuổi) |         | Paços de Ferreira    |
| 14 | TV | Carlos Filipe | 15 tháng 9, 1975 (19 tuổi)  |         | União de Lamas       |
| 15 | TV | Bruno Caires  | 2 tháng 4, 1976 (19 tuổi)   |         | Belenenses           |
| 16 | TV | Jorge Silva   | 4 tháng 12, 1975 (19 tuổi)  |         | Boavista             |
| 17 | TV | Rui Óscar     | 17 tháng 12, 1975 (19 tuổi) |         | Boavista             |
| 18 | TĐ | Dani          | 2 tháng 11, 1976 (18 tuổi)  |         | Sporting CP          |

## Bảng D

### Úc
Huấn luyện viên:  Les Scheinflug
| Số | Vt | Cầu thủ         | Ngày sinh (tuổi)            | Số trận | Câu lạc bộ             |
| -- | -- | --------------- | --------------------------- | ------- | ---------------------- |
| 1  | TM | Clint Bolton    | 22 tháng 8, 1975 (19 tuổi)  |         | Brisbane Strikers      |
| 2  | HV | Con Anthopoulos | 20 tháng 5, 1976 (18 tuổi)  |         | South Melbourne        |
| 3  | HV | Paul Bilokapic  | 8 tháng 8, 1976 (18 tuổi)   |         | Sydney United          |
| 4  | HV | Mark Rudan      | 27 tháng 8, 1975 (19 tuổi)  |         | Sydney United          |
| 5  | HV | Richard Plesa   | 8 tháng 1, 1976 (19 tuổi)   |         | Sydney United          |
| 6  | HV | Ignazio Pollari | 12 tháng 9, 1975 (19 tuổi)  |         | Marconi Stallions      |
| 7  | TV | Ufuk Talay      | 26 tháng 3, 1976 (19 tuổi)  |         | Marconi Stallions      |
| 8  | TV | Robert Enes     | 22 tháng 8, 1975 (19 tuổi)  |         | Melbourne Knights      |
| 9  | TĐ | Nick Lazarevski | 29 tháng 10, 1975 (19 tuổi) |         | Melbourne Knights      |
| 10 | TĐ | Mark Viduka     | 9 tháng 10, 1975 (19 tuổi)  |         | Melbourne Knights      |
| 11 | TV | Josip Skoko     | 10 tháng 12, 1975 (19 tuổi) |         | North Geelong Warriors |
| 12 | HV | John Angelovski | 16 tháng 7, 1976 (18 tuổi)  |         | Melbourne Zebras       |
| 13 | TV | Dino Mennillo   | 22 tháng 8, 1975 (19 tuổi)  |         | Adelaide City          |
| 14 | HV | Joe Vrkic       | 31 tháng 8, 1976 (18 tuổi)  |         | Sydney United          |
| 15 | TV | Andy Vlahos     | 20 tháng 4, 1976 (18 tuổi)  |         | Heidelberg United      |
| 16 | TĐ | Robbie Middleby | 9 tháng 8, 1975 (19 tuổi)   |         | Wollongong City        |
| 17 | TĐ | Jonothan Carter | 12 tháng 8, 1976 (18 tuổi)  |         | Albion Redsox          |
| 18 | TM | Les Pogliacomi  | 3 tháng 5, 1976 (18 tuổi)   |         | Marconi Stallions      |
| 19 | TM | Steve Angelov   | 30 tháng 9, 1975 (19 tuổi)  |         | Wollongong City        |

### Cameroon
Huấn luyện viên:  Jean Manga-Onguene
| Số | Vt | Cầu thủ                   | Ngày sinh (tuổi)            | Số trận | Câu lạc bộ         |
| -- | -- | ------------------------- | --------------------------- | ------- | ------------------ |
| 1  | TM | Faustin Etoundi           | 25 tháng 7, 1977 (17 tuổi)  |         |                    |
| 2  | HV | Guy Ngaha                 | 9 tháng 12, 1975 (19 tuổi)  |         |                    |
| 3  | HV | Pierre Womé               | 26 tháng 3, 1979 (16 tuổi)  |         | Canon Yaoundé      |
| 4  | TV | Serge Ebode               | 18 tháng 10, 1976 (18 tuổi) |         |                    |
| 5  | HV | Gerart Mboo               | 3 tháng 5, 1977 (17 tuổi)   |         |                    |
| 6  | TV | Paul Ngomoe               | 6 tháng 10, 1979 (15 tuổi)  |         |                    |
| 7  | TĐ | Valery Ntamag             | 15 tháng 9, 1976 (18 tuổi)  |         |                    |
| 8  | TV | Joseph Marie Tchango      | 28 tháng 11, 1978 (16 tuổi) |         |                    |
| 9  | TĐ | Macdonald Ndiefi          | 2 tháng 10, 1976 (18 tuổi)  |         |                    |
| 10 | TV | Augustine Simo            | 18 tháng 9, 1978 (16 tuổi)  |         | PWD Bamenda        |
| 11 | TV | Laurent Sanda             | 30 tháng 8, 1976 (18 tuổi)  |         |                    |
| 12 | HV | Joseph Sosthene Tam Bikai | 6 tháng 7, 1978 (16 tuổi)   |         |                    |
| 13 | HV | Caliste Ngnindon          | 25 tháng 3, 1978 (17 tuổi)  |         |                    |
| 14 | TĐ | Malam Halidou             | 8 tháng 7, 1976 (18 tuổi)   |         |                    |
| 15 | HV | Geremi                    | 20 tháng 12, 1978 (16 tuổi) |         | RC Bafoussam       |
| 16 | TM | Bruno Hameni Njeukam      | 30 tháng 9, 1978 (16 tuổi)  |         |                    |
| 17 | TĐ | Basile Essa Mvondo        | 19 tháng 4, 1978 (16 tuổi)  |         | Aigle Royal Menoua |
| 18 | TV | Joël Epalle               | 20 tháng 2, 1978 (17 tuổi)  |         | Union Douala       |

### Costa Rica
Huấn luyện viên:  Luis Sibaja

### Đức
Huấn luyện viên:  Hans-Jürgen Dörner
| Số | Vt | Cầu thủ            | Ngày sinh (tuổi)           | Số trận | Câu lạc bộ               |
| -- | -- | ------------------ | -------------------------- | ------- | ------------------------ |
| 1  | TM | Simon Jentzsch     | 4 tháng 5, 1976 (18 tuổi)  |         | Bayer Uerdingen          |
| 2  | TV | Frank Riethmann    | 9 tháng 12, 1975 (19 tuổi) |         | Borussia Dortmund        |
| 3  | TV | Markus Stern       | 18 tháng 1, 1976 (19 tuổi) |         | Hertha BSC               |
| 4  | HV | Mustafa Doğan      | 1 tháng 1, 1976 (19 tuổi)  |         | Bayer Uerdingen          |
| 5  | TV | Christoph Chylla   | 6 tháng 5, 1976 (18 tuổi)  |         | Bayer Leverkusen         |
| 6  | HV | Andreas Egler      | 9 tháng 3, 1976 (19 tuổi)  |         | Borussia Mönchengladbach |
| 7  | TV | Carsten Hinz       | 7 tháng 8, 1975 (19 tuổi)  |         | Borussia Dortmund        |
| 8  | TV | Tobias Büttner     | 23 tháng 8, 1976 (18 tuổi) |         | VfB Stuttgart            |
| 9  | TĐ | Marcel Rath        | 3 tháng 9, 1975 (19 tuổi)  |         | Hertha BSC               |
| 10 | TV | Frank Gerster      | 15 tháng 4, 1976 (18 tuổi) |         | Bayern Munich            |
| 11 | TĐ | Christian Fährmann | 5 tháng 10, 1975 (19 tuổi) |         | Hertha BSC               |
| 12 | TM | Conny Wieland      | 8 tháng 10, 1975 (19 tuổi) |         | BSV Brandenburg          |
| 13 | HV | Tobias Sumelka     | 1 tháng 9, 1975 (19 tuổi)  |         | Schalke 04               |
| 14 | HV | Jan Walle          | 30 tháng 8, 1975 (19 tuổi) |         | TeBe Berlin              |
| 15 | TV | Sven Fischer       | 7 tháng 1, 1977 (18 tuổi)  |         | Darmstadt 98             |
| 16 | TV | Sebastian Helbig   | 25 tháng 4, 1977 (17 tuổi) |         | Bayer Leverkusen         |
| 17 | TĐ | Marco Küntzel      | 22 tháng 1, 1976 (19 tuổi) |         | Hansa Rostock            |
| 18 | TĐ | Til Bettenstaedt   | 20 tháng 1, 1976 (19 tuổi) |         | Schalke 04               |